# Nesphostylis lanceolata
Nesphostylis lanceolata là một loài thực vật có hoa trong họ Đậu. Loài này được (Baker) H.Ohashi & Tateishi miêu tả khoa học đầu tiên.